# Bloomeria crocea
Bloomeria crocea là một loài thực vật có hoa trong họ Măng tây. Loài này được (Torr.) Coville mô tả khoa học đầu tiên năm 1923.

## Hình ảnh

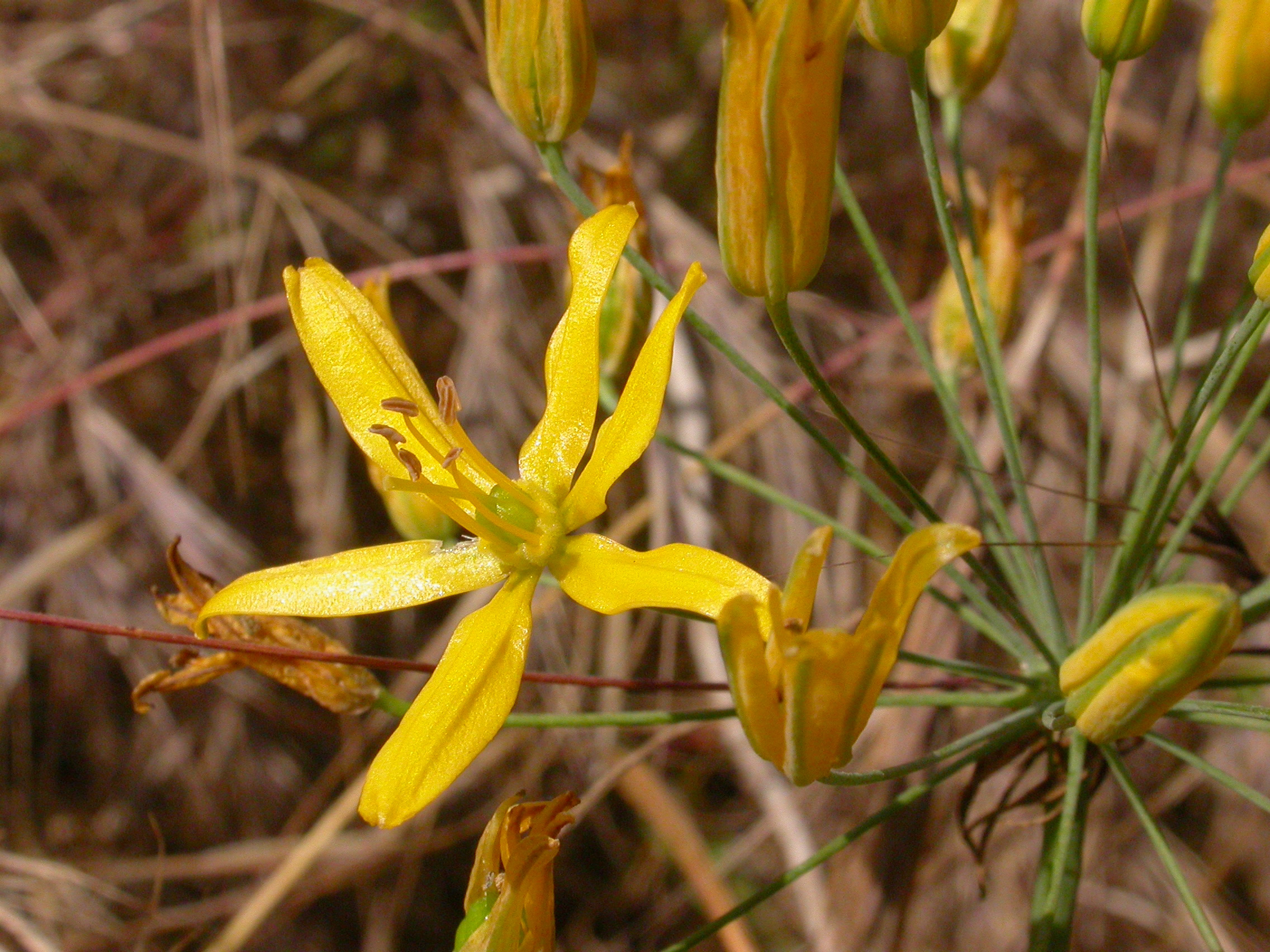
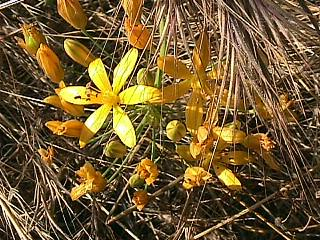
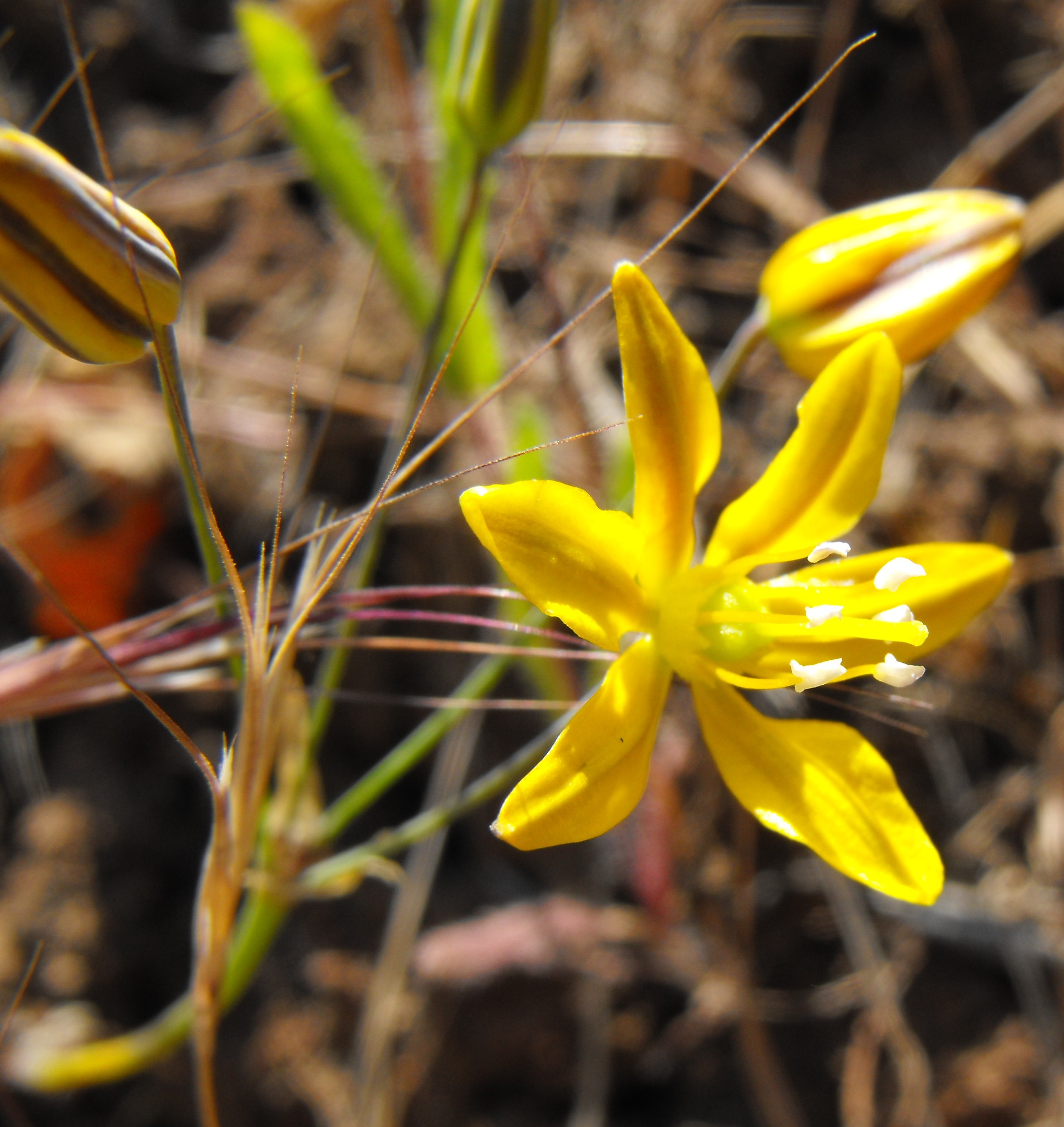